# Carl Filtsch

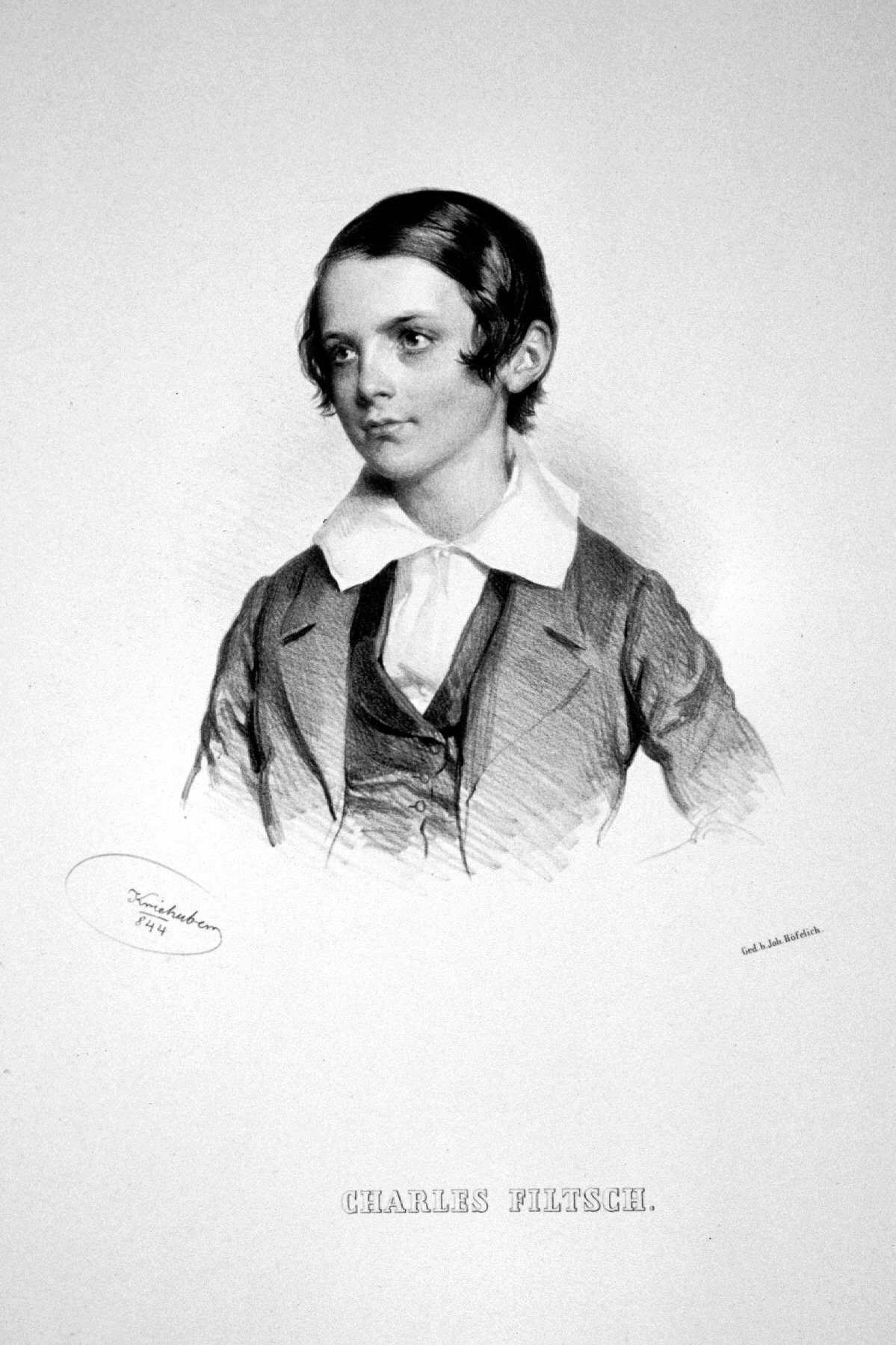
Carl Filtsch, Lithographie von Josef Kriehuber, 1844

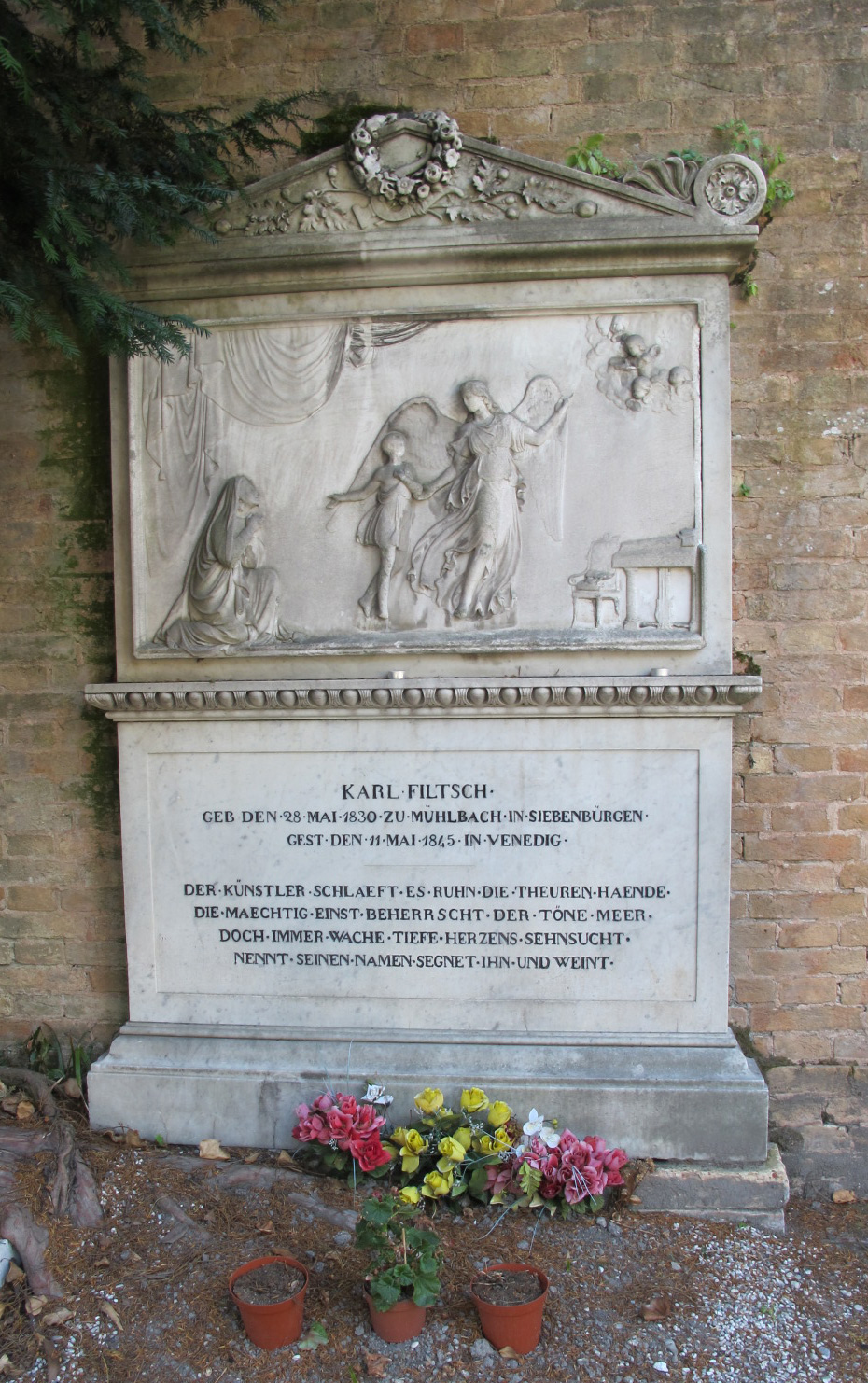
Grabmal von Carl Filtsch

Carl Filtsch (auch Filtsch Károly; * 28. Mai 1830 in Mühlbach, Kaisertum Österreich; † 11. Mai 1845 in Venedig) war ein Pianist und Komponist.

## Leben
Filtsch gehörte zur Volksgruppe der Siebenbürger Sachsen. Schon mit drei Jahren erhielt er Klavierunterricht von seinem Vater Joseph Filtsch, einem evangelischen Pfarrer und Dichter aus Mühlbach in Siebenbürgen. 1837 kam er, unter der fürsorglichen Obhut der Gräfin Jeannette von Bánffy (der Gattin des Grafen Dyonis Bánffy), zur weiteren Ausbildung nach Wien (u. a. bei Friedrich Wieck). Bei Hofe eingeführt war er Musizier- und Spielgefährte des gleichaltrigen späteren Kaisers Franz Joseph. Am 7. Februar 1841 debütierte er im ehemaligen Wiener Musikverein, wobei man schon den „hohen Grad von Vollkommenheit“ und seine „Kunstfertigkeit in Ton, Vortrag, Ausdruck, Kraft und Schattierung“ (Moritz Gottlieb Saphir) bewunderte. Konzertreisen und damit verbunden triumphale Erfolge von Budapest bis Hermannstadt folgten.
Im November 1841 ging er nach Paris und wurde zum Lieblingsschüler von Frédéric Chopin in Paris. Franz Liszt unterrichtete ihn eine Zeit lang in Vertretung von Chopin. Von ihm ist später folgender Ausspruch überliefert: „Wenn der Kleine auf Reisen geht, mach’ ich die Bude zu“. Chopin selbst äußerte sich nach dem Vortrag eines seiner Klavierkonzerte: „Mein Gott, welch ein Kind! Kein Mensch hat mich jemals so verstanden …“ Alle maßgeblichen Musikzeitschriften in Wien, Paris und London brachten überschwängliche Rezensionen.
Doch bald mussten geplante Tourneen durch ganz Europa abgesagt werden: Filtsch erkrankte an Tuberkulose und die Ärzte verordneten Seebäder in Venedig. Nach kurzer Besserung und einem letzten Sommeraufenthalt in Siebenbürgen und Wien kehrte er nach Venedig zurück. Dort erlag er bald kurz vor seinem fünfzehnten Geburtstag seinem unheilbaren Leiden. Sein Grabmal in Marmor befindet sich heute auf dem venezianischen Friedhof San Michele.
Filtsch, der schon früh am Klavier zu improvisieren begann, hinterließ acht eigene Kompositionen, welche zum Teil erstmals 1843 in London veröffentlicht wurden. Er komponierte auch ein Klavierkonzert, das lange als verschollen galt und kürzlich erst wiedergefunden wurde. Trotz der erkennbaren Einflüsse durch seine Lehrer spiegelt sich seine einzigartige musikalische Frühreife und Begabung in seinen Werken wider.

## Überlieferte Werke
- Choral (1839)
- Romanze ohne Worte (1840)
- Barcarole
- Mazurka
- Impromptu in Ges-Dur op. 1
- Impromptu in b-Moll (1843)
- Introduction und Variationen op. 2
- Konzertstück für Klavier und großes Orchester in h-Moll
- Ouvertüre in D-Dur
- Lebewohl von Venedig (Adieu)
- Andante und Nocturne op. 1 Nr. 1 und op. 1 Nr. 2
- Sechs kleine Präludien
- Präludium und Fuge
- Etude héroique
- Cadenza zu Beethovens Klavierkonzert in c-Moll
- Etude in F-Dur op. 8
- Etude in c-Moll op. 10

## Veranstaltungen
Seit 1995 findet der Klavier- und Kompositionswettbewerb „Carl Filtsch Festival“ in Sibiu/Hermannstadt, Rumänien statt.